# Le Valeyard
Le Valeyard est un personnage fictif de la série Doctor Who interprété par Michael Jayston et inventé par le scénariste Robert Holmes. Son nom est tiré d'un mot ancien signifiant "Docteur en loi" chez les seigneurs du temps.

## Présentation
Le Valeyard apparaît en 1986 dans les quatre segments de la saison 23 de Doctor Who (The Mysterious Planet, Mindwarp, Terror of the Vervoids et The Ultimate Foe). Au cours de cette saison, le Sixième Docteur est accusé de se conduire comme un seigneur du temps renégat et de transgresser les lois du temps et le Valeyard est le représentant de la partie de l'accusation. Ainsi, il se sert de la Matrice des Seigneurs du temps comme d'une immense base de données permettant de montrer les actions du Docteur. Les événements de The Mysterious Planet et de Mindwarp sont montrés comme preuves et certains passages semblent avoir été altérés de façon à montrer le Docteur sous son pire jour. Le Docteur montre alors les événements de Terror of the Vervoids censés montrer son futur, expliquant qu'il fera pour le mieux. Néanmoins au cours de cet épisode, le Docteur doit détruire des plantes humaines qui risquent à terme de détruire la vie sur Terre et le Valeyard l'accuse de génocide.
La saison se conclut par The Ultimate Foe dans lequel l'apparition du Maître permet de prouver que la Matrice est falsifiable. Le Maître révèle en vérité que le Valeyard n'est autre que le Docteur lui-même, ou plutôt un amalgame de ses pires pulsions qui ont refait surface entre sa douzième et sa dernière incarnation. Le Haut-Conseil des Seigneurs du Temps est corrompu par le Valeyard et celui-ci recherche l'exécution du Docteur afin de récupérer l'énergie de ses régénérations passées. Le Docteur le poursuit à travers un univers qu'il s'est créé dans la Matrice et celui-ci finit par être détruit par un disséminateur de particules. Toutefois à la fin de l'épisode, il s'avère qu'il est toujours vivant et qu'il a simulé sa mort.

## Évolution du personnage
L'origine du personnage trouve sa justification dans la structure de la saison. En effet, certains dirigeants de la BBC souhaitent arrêter la série et après un hiatus de dix-huit mois, la série est remise à l'antenne dans l'idée d'avoir un épisode qui s'étirerait sur toute une saison. Le fait que la série soit « jugée » par la BBC pousse les auteurs à faire une métaphore avec le Docteur se retrouvant au tribunal. Le grand ennemi y est donc l'avocat de l'accusation, le Valeyard, et un grand nombre de ses réflexions renvoient à la série elle-même : l'inconséquence du Docteur, le fait qu'il change de compagnons de voyage, son ingérence dans les affaires des autres, etc.
Chargée de planifier une grande partie de la saison, les auteurs Robert Holmes et Eric Saward imaginent la révélation que le Valeyard est le Docteur dans le futur. À la fin de l'épisode, le Docteur devait se sacrifier en emmenant le Valeyard et l'emprisonnant avec lui dans un corridor temporel pour l'éternité. L'idée étant de s'inspirer de la mort apparente de Sherlock Holmes et du Professeur Moriarty dans les chutes de Reichenbach dans la nouvelle de 1893 Le Problème Final. Cette idée ne plut pas au producteur John Nathan-Turner qui, après la mort d'Holmes et le départ de Saward, fera réécrire une grande partie de l'épisode par Pip et Jane Baker. À la suite de cette réécriture, certains points du scénario, restés en suspens ne seront pas résolus, notamment son rapport avec le Haut-Conseil des Seigneurs du Temps.
Il en ressort que la nature même du Valeyard est très floue, y compris pour le Docteur lui-même ou pour les scénaristes : elle est parfois présentée comme étant une incarnation du Docteur à la fin de sa vie, parfois comme un être créé de son subconscient (comme le Seigneur des Rêves), parfois comme un avatar inconscient à l'image du « Guetteur » qui se manifeste entre le quatrième et le cinquième Docteur dans l'épisode Logopolis. En 2013, dans l'épisode Le Nom du Docteur, la Grande Intelligence affirme que « Valeyard » est un des noms pour lequel le Docteur va être connu à la fin de sa vie.
Le passage est un tel problème que dans les années 1990, un guide pour les écrivains des romans dérivés de la série (nommés les Virgin New Adventures) indiquait que ceux-ci ne devaient plus parler du Valeyard ou des événements du procès, expliquant que « le Valeyard est un cauchemar pour la continuité en plus d'être un méchant assez creux. »
Le Valeyard n'est jamais réapparu dans la série télévisée, même si celle-ci est revenu dans les romans et pièces audiophoniques dérivés de la série. Parfois, la peur de devenir le Valeyard travaille le Docteur, parfois il l'affronte à nouveau.